# 銀節狼鱈
銀節狼鱈，為輻鰭魚綱鱈形目無鬚鱈科的其中一種，分布於東南大西洋南非好望角海域，為亞熱帶海水魚，體長可達4.5公分，生活習性不明。